# Lindsaea stricta
Lindsaea stricta är en ormbunkeart som först beskrevs av Olof Peter Swartz, och fick sitt nu gällande namn av Jonas Carlsson Dryander. Lindsaea stricta ingår i släktet Lindsaea och familjen Lindsaeaceae.

## Underarter
Arten delas in i följande underarter:
- L. s. jamesoniiformis
- L. s. parvula